# 酸化クロム(VI)
酸化クロム(VI)（さんかクロム ろく、英: chromium(VI) oxide）または三酸化クロム（さんさんかクロム、英: chromium trioxide）は、化学式 CrO3 で表される無機化合物である。クロム酸の酸無水物で、同名で市販されることもある。この化合物は暗い赤色から橙褐色の固体で、加水分解を伴って水に溶ける。主に電気めっき用に毎年数百万kgが生産されている。

## 生産、構造、反応
酸化クロム(VI)は、クロム酸ナトリウムか二クロム酸ナトリウムを硫酸で処理することによって得られる。
{\displaystyle {\ce {H2SO4\ + Na2CrO4 -> CrO3\ + Na2SO4\ + H2O}}}
この方法か類似の方法で、毎年数百万kgが工業的に生産されている。
固体中では、四面体形構造のクロム原子が頂点を共有して鎖状に並び、それぞれのクロム原子は、隣のクロム原子と2つの酸素を共有している。2つの酸素原子は共有されず、全体の化学量論的には1:3となっている。

CrO3 の単量体の構造は密度汎関数理論によって計算され、平面三角形ではなく三角錐形であると予測されている。
酸化クロム(VI)は197 °C以上で分解し、酸素を放出して Cr2O3 を生成する。
{\displaystyle {\ce {4CrO3 -> 2Cr2O3\ + 3O2}}}
また、しばしば酢酸やジョーンズ酸化の場合にはアセトンに溶かされて、酸化剤として有機合成に用いられる。酸化反応では、Cr(VI) は1.5等量のアルコールを対応するケトンかアルデヒドに変換する。
{\displaystyle {\ce {2CrO3\ + 3RCH2OH -> Cr2O3\ + 3RCHO\ + 3H2O}}}

## 応用
酸化クロム(VI)は主にクロムめっきに用いられる。通常は酸化クロム(VI)自体と反応しない添加物を加えて行われる。カドミウムや亜鉛、その他の金属と反応させ、耐腐食性のクロム保護膜を形成する。

## 安全性

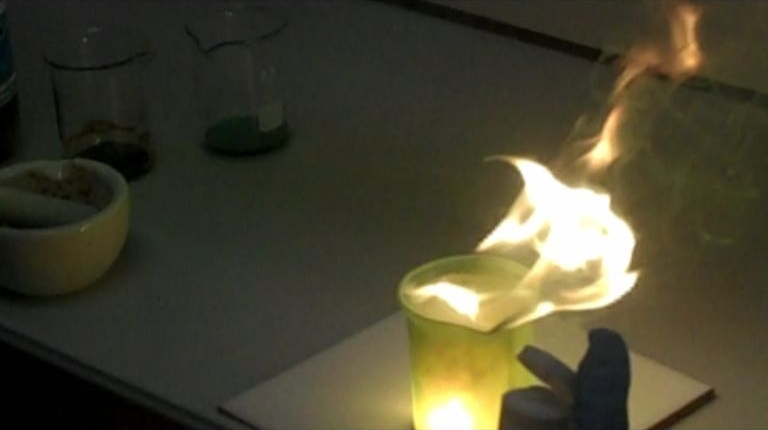
酸化クロム(VI)によるエタノールの発火

酸化クロム(VI)は強い毒性、腐食性、発がん性を持つ。また、酸化クロム(VI)中のクロムは、環境破壊を引き起こす六価クロムである。Cr(III) には特に毒性はないため、還元剤を用いて Cr(VI) を破壊することも行われる。
また酸化クロム(VI)は強い酸化剤であり、エタノール等の有機物と触れると発火させることがある。